# Sevil Shhaideh
Sevil Shhaideh (szül. Sevil Geambec, Konstanca, 1964. december 4. –) romániai szociáldemokrata (PSD) politikus,  2015. május 20. és november 17. között a negyedik Ponta-kormány közigazgatási és regionális fejlesztési minisztere.

## Pályafutása
Tatár es török származású, 1987-ben diplomázott a bukaresti közgazdaságtudományi egyetemen. Előbb államtitkár volt a Liviu Dragnea vezette közigazgatási és regionális fejlesztési minisztériumban, majd a miniszter lemondása után ő vette át a helyét 2015 májusában. A muszlim Shhaideh volt az első miniszter Romániában, aki nem a Bibliára, hanem a Koránra tette le az esküt. Júniusban lépett be a Szociáldemokrata Pártba (PSD).
A 2016-os parlamenti választásokat követően neve felmerült, mint a PSD–ALDE szociálliberális parlamenti többség lehetséges miniszterelnök-jelöltje, azonban Klaus Johannis államfő ezt elutasította. Pártja azonban nem hátrált ki mögüle, és a 2017. január 4-én megalakuló Grindeanu-kormányban megkapta a regionális fejlesztési és közigazgatási szaktárca vezetését, és ilyen minőségben miniszterelnök-helyettes is lett.

## Családja
Férje Akram Shhaideh szír állampolgár. Vagyonnyilatkozata alapján egy konstancai és három szíriai lakás tulajdonosa.